# Isòtops del livermori
El livermori (Lv) no té cap isòtop estable.

## Taula
| Símbol del núclid | Z(p)                | N(n)                | massa isotòpica(u)  | període de semidesintegració | Espín nuclear | composició isotòpics representativa (fracció molar) | rang de variació natural (fracció molar) |
| Símbol del núclid | energia d'excitació | energia d'excitació | energia d'excitació | període de semidesintegració | Espín nuclear | composició isotòpics representativa (fracció molar) | rang de variació natural (fracció molar) |
| ----------------- | ------------------- | ------------------- | ------------------- | ---------------------------- | ------------- | --------------------------------------------------- | ---------------------------------------- |
| 289Lv             | 116                 | 173                 | 289.19886(117)#     | 10# ms                       | 5/2+#         |                                                     |                                          |
| 290Lv             | 116                 | 174                 | 290.19859(91)#      | 15(+26-6) ms                 | 0+            |                                                     |                                          |
| 291Lv             | 116                 | 175                 | 291.20001(91)#      | 6.3(+116-25) ms              |               |                                                     |                                          |
| 292Lv             | 116                 | 176                 | 292.19979(92)#      | 18.0(+16-6) ms               | 0+            |                                                     |                                          |
| 293Lv             | 116                 | 177                 |                     | 61(+57-20) ms                |               |                                                     |                                          |